# 四季線上4gTV
四季線上4gTV是由民間全民電視公司所屬「鳳梨傳媒股份有限公司」（Online Media Corporation）成立於2014年底，以新媒體經營為主要業務，營業內容包括國內外頻道整合與代理，因此成為台灣最主要的新媒體通路影音內容集結者（Content Aggregator）之一，合作夥伴含括國內大電信公司（包含中華電信、亞太電信、遠傳電信與台灣大哥大等電信業者）及相關影視同業。並與各大OTT平台建立合作關係，自2006年起陸續取得多元節目內容授權，提供各種載具（手機、平板、智慧電視、機上盒）與新媒體平台之收看服務。
「鳳梨傳媒」因考量收視習慣的改變，行動收視已漸漸取代固定收視，故於2015年7月23日正式推出四季線上4gTVOTT影音服務，可使用同一帳號在不同載具 （包含手機、平板與智慧型電視等） 跨屏線上收看即時新聞、體育賽事與各類資訊等直播頻道，四季線上4gTV提供多達100個以上合法頻道，內容囊括戲劇、電影、新聞財經、兒少卡通、動漫、生活旅遊、時尚新知、運動休閒、音樂綜藝...等。
2015年10月增加收視內容，提供VOD（隨選視訊）服務。
其內容包含經典電影與電視作品，並與電視同步播出民視戲劇內容：《黃金歲月，《鏡子森林》，《無主之子》及《三春記》...等。
CH4民視第一台同步直播《P. LEAGUE+》台灣新職籃相關賽事。

## 發展歷史
2015年7月20日，開始提供國內外57個優質直播頻道，可在各類載具線上收視(手機、平板、PC)。
2015年8月27日，提供3個免費直播頻道，4組分組付費套餐，增加更多優質直播頻道(80個以上頻道)，提供免費與付費隨選視訊 VOD 服務。
2017年，開始陸續增加免費頻道至16台。
2019年，免費頻道數量增加至40台。
2019年9月4日，四季線上規劃了網路紅甚麼(網紅館)專區，提供YouTube頻道創意影音內容上架。
2019年12月1日，於VOD戲劇館上架民視金鐘戲劇《鏡子森林》，共30集。
2019年12月25日，成立四季娛樂專區，以民視戲劇/綜藝娛樂，搭配生活健康，網紅藝人等，提供觀眾多元複合式的娛樂新聞。
2020年4月25日，VOD戲劇館上架民視電視電影《無主之子》以及《三春記》。
2020年5月18日，參與由KKTV發起，串連台灣12家本土OTT平台業者，「＃我就正」社群活動，聲明打擊盜版不分敵我。
2020年12月19日，民視成為《P. LEAGUE+》台灣新職籃官方合作夥伴，四季線上將於CH4民視第一台全季直播。
2021年3月28日，新增《看經典》囊括中視《一代女皇》、《戲說乾隆》、《贞女、烈女、豪放女》，三立三立偶像劇《命中注定我愛你》、《下一站幸福》，公視《他們在畢業的前一天爆炸》、《我的婆婆怎麼那麼可愛》，以及曾經榮獲奧斯卡最佳影片獎各年代的經典懷舊電影，卡通動畫《湯姆貓與傑利鼠》、《查理布朗與史努比過聖誕》、《樂一通系列》、《頑皮豹》、《大力水手》...等，經典戲劇、電影、卡通內容。
2021年5月19日，因應國內嚴峻疫情，教育部宣布全國各級學校即日起停課至5月28日，並徵收公視三台部分時段，播映適合國小到高中收看的節目，以減輕照顧者的壓力，公視三台於四季CH203同步播放「疫起線上看」教學節目。
2022年，免費頻道數量增加至51台。
2025年，四季線上OTT推出全新「FastTV飛速看」頻道服務，主打免付費（Free Ad-Supported Television, FAST）的收視模式，將提供近80個多元類型的綜合頻道，包括戲劇、電影、兒童節目等。同時，更專門推出「民視最強八點檔」、「中視懷舊劇場」、「華視黃金戲劇」等精彩節目的專屬頻道，採用馬拉松式不間斷輪播方式，為消費者帶來更豐富、更便利的視聽體驗。

## 頻道列表
| 頻道台號 | 頻道名稱                         |
| -------- | -------------------------------- |
| 4        | 民視第一台                       |
| 5        | 民視台灣台                       |
| 6        | 民視                             |
| 9        | 大愛電視                         |
| 10       | 中視                             |
| 11       | 中視經典台                       |
| 12       | 華視                             |
| 13       | 三立綜合台                       |
| 14       | 客家電視台                       |
| 15       | 八大綜藝台                       |
| 16       | 中視菁采台                       |
| 17       | TVBS精采台                       |
| 18       | 愛爾達娛樂台                     |
| 19       | 靖天綜合台                       |
| 20       | 靖天日本台                       |
| 21       | 新唐人亞太台                     |
| 23       | ARIRANG阿里郎頻道                |
| 24       | Global Trekker                   |
| 25       | 原住民族電視台                   |
| 30       | LiveABC互動英語頻道              |
| 31       | 達文西頻道                       |
| 32       | ELTV生活英語台                   |
| 33       | Nick Jr. 兒童頻道                |
| 34       | 尼克兒童頻道                     |
| 36       | 靖天卡通台                       |
| 37       | 靖洋卡通Nice Bingo               |
| 38       | i-Fun動漫台                      |
| 42       | MOMO親子台                       |
| 49       | 東森購物一台                     |
| 50       | 鏡電視新聞台                     |
| 51       | 東森新聞台                       |
| 52       | 華視新聞資訊台                   |
| 53       | 民視新聞台                       |
| 54       | 三立財經新聞iNEWS                |
| 55       | TVBS新聞                         |
| 56       | 東森財經新聞台                   |
| 57       | 中視新聞台                       |
| 58       | 中天新聞台                       |
| 60       | 寰宇新聞台                       |
| 61       | 寰宇新聞台灣台                   |
| 62       | SBN全球財經台                    |
| 63       | 寰宇財經台                       |
| 67       | TVBS                             |
| 69       | 東森購物二台                     |
| 70       | 民視綜藝台                       |
| 71       | 豬哥亮歌廳秀                     |
| 72       | 靖天育樂台                       |
| 73       | KLT-靖天國際台                   |
| 74       | Nice TV 靖天歡樂台               |
| 75       | 靖天資訊台                       |
| 77       | TVBS歡樂台                       |
| 78       | 韓國娛樂台 KMTV                  |
| 80       | ROCK Entertainment               |
| 81       | Lifetime 娛樂頻道                |
| 82       | 電影原聲台CMusic                 |
| 83       | TRACE Urban                      |
| 84       | MTV Live HD 音樂頻道             |
| 86       | Mezzo Live HD                    |
| 87       | CLASSICA 古典樂                  |
| 97       | 博斯高球台                       |
| 99       | 博斯運動一台                     |
| 100      | 博斯無限台                       |
| 101      | 博斯網球台                       |
| 104      | TRACE Sport Stars                |
| 105      | 智林體育台                       |
| 106      | 時尚運動X                        |
| 107      | 車迷TV                           |
| 108      | GINX Esports TV                  |
| 109      | TechStorm                        |
| 110      | Pet Club TV                      |
| 111      | 民視旅遊台                       |
| 112      | 滾動力rollor                     |
| 113      | 亞洲旅遊台                       |
| 114      | fun探索娛樂台                    |
| 115      | 幸福空間居家台                   |
| 116      | Love Nature                      |
| 117      | History 歷史頻道                 |
| 120      | 愛爾達生活旅遊台                 |
| 121      | LUXE TV Channel                  |
| 122      | TV5MONDE STYLE HD 生活時尚       |
| 125      | 公視戲劇                         |
| 126      | 民視影劇台                       |
| 127      | 龍華戲劇台                       |
| 128      | HITS頻道                         |
| 129      | 龍華日韓台                       |
| 130      | 八大精彩台                       |
| 132      | 靖天戲劇台                       |
| 133      | 靖洋戲劇台                       |
| 134      | CI 罪案偵查頻道                  |
| 135      | 視納華仁紀實頻道                 |
| 136      | 影迷數位紀實台                   |
| 137      | 金光布袋戲                       |
| 138      | ROCK Action                      |
| 145      | 采昌影劇台                       |
| 146      | 靖天映畫                         |
| 147      | 靖天電影台                       |
| 148      | 龍華電影台                       |
| 152      | 影迷數位電影台                   |
| 153      | amc最愛電影                      |
| 154      | CinemaWorld                      |
| 157      | My Cinema Europe HD 我的歐洲電影 |
| 160      | 好消息2台                        |
| 161      | 好消息                           |
| 163      | 大愛二台                         |
| 164      | 人間衛視                         |
| 170      | 半島國際新聞台                   |
| 171      | VOA美國之音                      |
| 172      | CNBC Asia 財經台                 |
| 173      | DW德國之聲                       |
| 185      | 國會頻道1                        |
| 186      | 國會頻道2                        |
| 201      | 經典電影台                       |
| 202      | 經典卡通台                       |
| 203      | 兒童卡通台                       |
| 204      | 精選動漫台                       |
| 205      | 華語戲劇台                       |
| 206      | 華語綜藝台                       |
| 207      | 戲劇免費看                       |
| 208      | 電影免費看                       |
| 209      | 超人力霸王整套看                 |
| 210      | 花系列經典劇場                   |

## 版本列表
- 四季線上 PC 版[12]
- iOS 四季線上[13]
- Android 四季線上[14]
- 四季線上TV版[15]

## 中國大陸封鎖
依據GreatFire測試，該網站在中國大陸被當局的網墻封鎖，即當地網民無法正常訪問該網站，2020年6月或更早起被封鎖至今。

## 外部連結
- 四季線上4gTV官方網站（页面存档备份，存于）
- 四季線上 LINE 官方帳號 （页面存档备份，存于）
- 四季線上4gtv的Facebook專頁
- 四季線上4gtv的Instagram帳戶
- YouTube上的四季線上4gTV官方頻道
- 台灣公司資料 （页面存档备份，存于）